# Evolució (pel·lícula)
Evolució (títol original: Evolution) és una comèdia estatunidenca de ciència-ficció dirigida per Ivan Reitman, sortida l'any 2001. Ha estat doblada al català.

## Argument
Un meteorit cau al desert prop de Glen Canyon, Arizona. El professor Ira Kane (David Duchovny) i el seu col·lega, el professor de geologia Harry Block (Orlando Jones) van al lloc per a estudiar-lo. Troben Wayne Grey (Seann William Scott), un bomber voluntari el cotxe del qual ha quedar deteriorat per l'impacte i descobreixen el meteorit profundament enfonsat en una xarxa de túnels subterranis. Els dos científics extreuen una mostra de l'estrany líquid blau que surt del meteorit. Ira descobreix que el líquid conté éssers unicel·lulars extraterrestres que es multipliquen exponencialment i que evolucionen l'equivalent de milions d'anys en alguns minuts. L'endemà, Ira i Harry porten la classe de ciència al lloc del meteorit i hi troben una forma de vida més evolucionada composta de bolets. Descobreixen a continuació que es reprodueixen ràpidament per mitosi.

## Repartiment
- David Duchovny: Ira Kane
- Orlando Jones: Harry Block
- Seann William Scott: Wayne Gray
- Julianne Moore: Allison Reed
- Ted Levine: el general Russel Woodman
- Dan Aykroyd: Governador Lewis
- Ethan Suplee: Deke Donald
- Michael Bower: Danny Donald
- Pat Kilbane: oficial Sam Johnson
- Ty Burrell: el coronel Flemming
- Katharine Towne: Nadine
- Gregory Itzin: Barry Cartwright
- Ashley Clark: el tinent Cryer
- Michelle Wolff: Carla
- Sarah Silverman: Denise
- Steven Gilborn: el jutge Guilder
- Wayne Duvall: Dr. Paulson
- Michael Chapman: el xèrif Long
- Kyle Gass: oficial Drake
- Lucas Dudley: el sergent Toms
- Kristen Meadows: Patty

## Al voltant de la pel·lícula
- Crítica:"La comèdia resulta convencional, però entreté i el repartiment aporta solidesa."[3]
- El film va ser patrocinat pel xampú Head & Shoulders, els herois en fan publicitat al final del film.
- El film va ser adaptat en una sèrie de televisió d'animació: Alienators: Evolution Continues, difós als Estats Units a partir del 15 de setembre de 2001 a la Fox Kids.[4]